# 비금 최치원 우물
비금 최치원 우물은 대한민국 전라남도 신안군 비금면에 있다. 2009년 12월 16일 신안군의 향토유적 제33호로 지정되었다.

## 개요
최치원이라는 역사적 인물이 영웅화되어 민속 신앙적 대상으로 나타난 설화가 전해온다